# 徳島県立水産高等学校
徳島県立 水産高等学校（とくしまけんりつ すいさんこうとうがっこう、英称：Tokushima Prefectural Fisheries High School）は、徳島県海部郡美波町に所在した水産高等学校。
2009年4月1日に徳島県立徳島工業高等学校、徳島県立徳島東工業高等学校と共に徳島県立徳島科学技術高等学校へと統合された。現在は同校日和佐マリンキャンパスとして使用されている。

## 設置学科
- 海洋生産科
  - 栽培コース
  - 海洋コース
- 海洋工学科
  - 電子コース
  - 機械コース
- 水産食品科
  - 製造コース
  - 流通コース
- 専攻科
  - 漁業科
  - 通信技術科
  - 機関科

## 所在地
- 〒779-2305 徳島県海部郡美波町（旧・日和佐町）奥河内字弁才天23-1

## 沿革
- 1936年 徳島県立水産学校を創立。徳島県立海部中学校に併設。
- 1948年 徳島県水産高等学校と改称。
- 1949年 高等学校統合によって、元海部第一高等学校と徳島県水産高等学校とを統合して徳島県日和佐高等学校となり、その水産課程となる。
- 1952年 徳島県日和佐高等学校より分離独立して徳島県水産高等学校となる。
- 1956年 徳島県立水産高等学校に改称。
- 2009年4月1日 徳島県立徳島科学技術高等学校と統合し廃校。位置は従来の徳島県立徳島工業高等学校である。